# Fussilat

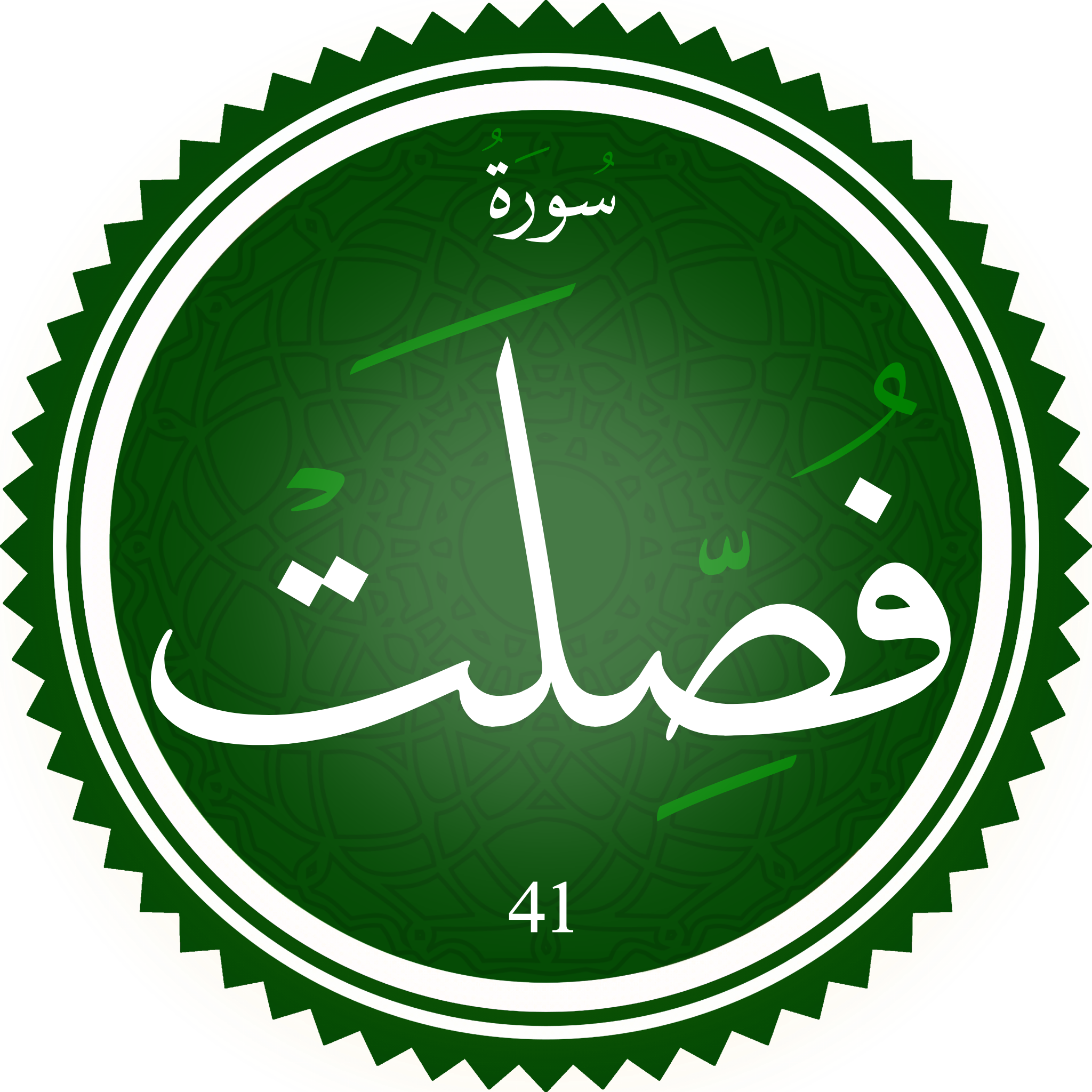
Sura Fussilat.

Fussilat (arabiska: سورة فصلت) ("De framställs fast och klart") är den fyrtioförsta suran i Koranen med 54 verser (ayah). Den är från Mekka-perioden.